# Бачич, Лидия

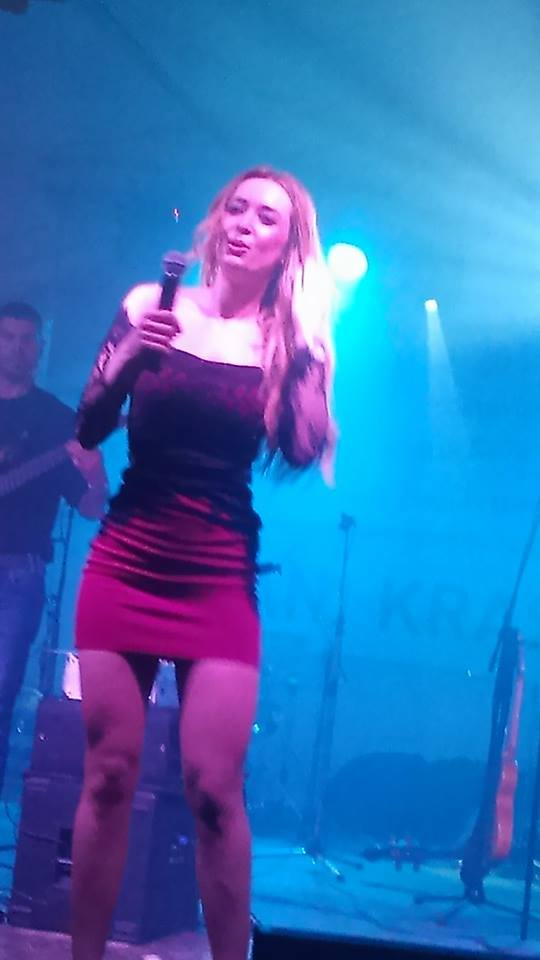
Лидия Бачич, 2015 г.

Лидия Бачич (род. 4 августа 1985, Сплит), также известная как Лилль — хорватская поп-певица, модель в стиле пин-ап и актриса. Приобрела широкую известность в 2005 году, заняв второе место во втором сезоне конкурса Hrvatski Idol. Позже в 2010 году она выпустила свой дебютный альбом Majčina ljubav («Материнская любовь»). Многократный лауреат различных хорватских музыкальных конкурсов как лучшая вокалистка.
Бачич сотрудничала с несколькими музыкальными исполнителями, в том числе с Младеном Грдовичем, Аленом Витасовичем, Занамари Лалич и Лукой Баси.

## Ранний период жизни
Лидия Бачич родилась в Сплите, Хорватия, 4 августа 1985 года. У нее есть две сестры, Люсия и Дора, и брат Франко. Воспитана в римско-католической вере.
Закончила начальную школу Добри в Сплите, а затем среднюю школу в том же городе. Недолго изучала экономику, которую бросила, чтобы посвятить себя пению. Также пыталась поступить в школу драматического искусства, но не прошла по конкурсу.
Начала выступать на местных фестивалях и конкурсах с десятилетнего возраста. Получила свой первый приз на Детском фестивале 1997 года за кавер-версию песни Мишо Лимича «Zaljubljeni dječak» («Влюблённый мальчик»).

## Карьера

### 2001—2004: Начало карьеры
В начале 2000 года Бачич присоединилась к вокально-танцевальной группе «Perle» («Жемчуг»), где в течение 7 лет была ведущей вокалисткой. Группа выступала на различных фестивалях. В 2001 году с песней «Pokraj bistra izvora» («Рядом с чистым истоком») группа выступила на конкурсе «Dora», который является отборочным хорватским турниром на «Евровидение», и заняла 15-е место из 20. В том же году группа выступила на главном хорватском фестивале того времени «Melodije hrvatskog Jadrana» («Мелодии хорватской Адриатики») с песней «Na kamenu» («На камне»).
В 2002 году последовало новое выступление на «Доре» с песней «Nemirna rijeka» («Беспокойная река»), а кульминацией стала награда «Гран-при» на Фестивале в Сплите за песню «Riči» («Ричи»). Помимо группы «Жемчуг», Лидия была ведущей вокалисткой в группе «Рафаэль», выступая с ней на многочисленных фестивалях, в том числе на «Uskrs festu» («Пасхальный праздник») в 2003 году, где группа победила с песней «Znak pobjede» («Знак победы»). В 2003 году группа заняла второе место на том же фестивале с песней «Stvoreni za nebo» («Сделано для неба»).

### 2005: «Хорватский идол»
Бачич участвовала в прослушивании во втором сезоне конкурса «Hrvatski Idol» («Хорватский идол») в Сплите, Хорватия.

### 2008—2010: Начало профессиональной сольной карьеры и первый альбом
С начале 2008 года она стала сотрудничать с хорватским композитором Марко Томасовичем, с которым она выпустила свой первый сингл «Dan iza vječnosti» («На следующий день после вечности»), «All I’ll Ever Need» на английском языке и «Kišu» («Дождь»). Песня «All I’m Ever Need» была написана в сотрудничестве с Линой Эрикссон из шведской компании EMI и в марте 2008 года добилась большого успеха на европейских радиостанциях. Лидия выступает с песней «Дождь» на Zagrebfest '08, проходившем в знаменитом концертном зале имени Ватрослава Лисинского, и как дебютантка получила Гран-при жюри и публики, а Томасович завоевал приз за лучшую композицию.
В 2009 году певица добилась беспрецедентного успеха, завоевав 11 наград на шести фестивалях, в том числе: «Melodije Mostara» («Мелодии Мостара») — самой успешной дебютантке; «Melodije Istre i Kvarnera» («Мелодии Истрии и Кварнера») — лучшее исполнение и лучший дебют за песню «Ne moren kontra sebe» («Не могу против себя»); «Sunčane Skale» («Солнечные скалы») в Херцег-Нови (Черногория) — 2 место и серебряная медаль. На Zagrebfest '09 Лидия получает две награды (за лучшую интерпретацию и 3-й приз в номинации «лучшая композиция» за песню «Pogled» («Вид»), и ещё две на конкурсе MEF (Фестиваль в Меджимурье) — 1-й приз жюри и приз в номинации «лучшая интерпретация» за песню «Zarobljeno vrijeme» («Захваченное время»).
В начале 2010 года выходит первый сольный альбом Лидии под названием «Majčina ljubav» («Материнская любовь»), песни из которого отмечаются наградами на различных фестивалях. Лидия также получила награды на известном фестивале духовной музыки «Uskrsfest 2010» — 1-й приз, присуждаемый исполнителями фестиваля и 2-й приз экспертного жюри за песню «Dijete Božje» («Божье дитя»), которую она исполнила вместе с группой «Grobnik». Через несколько недель после Easterfest она во второй раз выступила на фестивале «Мелодии Мостара» и на этот раз получила 3-й приз жюри за песню «Материнская любовь». В начале июня она выступил на Mediafest с песней «Nisan sritna ja uz njega» и получила награду как лучший дебютант. После Mediafest она во второй раз выступает на MIK, на этот раз с шуточной песней «Ne govori da san ti jedina» («Не говори, что твоя мечта единственная»), а кульминацией года стало её первое сольное выступление на фестивале Split с песней «Dvi lipe riči» («Два приятных слова»), с которым он выходит в финал и занимает 5 место в конкурсе зрительских симпатий. Песня «Dvi lipe riči» была хорошо принята по всей Далмации.
Через неделю после Сплитского фестиваля она во второй раз выступила на международном фестивале «Солнечные скалы» в Херцег-Нови, на этот раз в группе сильнейших исполнителей в отборе на «Песню лета». По результатам голосования жюри Лидия заняла 5-е место с песней «Zarobljeno vrijeme», опередив всех других хорватских исполнителей. В середине августа она впервые выступила на «Мелодиях хорватского юга» в Опузене и выиграла Гран-при фестиваля с песней «Nisan sritna ja uz njega», а после этого выиграла обновленный Zadarfest с песней «Ako te ikad izgubim» («Если я когда-нибудь потеряю тебя»). 2010 год увенчался выступлением на набережной Сплита накануне Нового года, где она выступила вместе с Оливером Драгоевичем и Марияном Баном.

### 2011—2015: «Давай сойдем с ума сегодня вечером», «Виски»
Затем последовало сотрудничество с Томиславом Браличем, с которым Лидия записала песню «Pisma nas je vezala» («Письма связали нас»). Возвращение на фестивали состоялось в «Мелодиях Истрии и Кварнера», где Лидия с песней «Neka se vino toči» («Пусть льется вино») получает награду за лучшую песню по мнению радиослушателей и 4-е место в общем зачёте по мнению зрителей фестиваля. На фестивале в Сплите с песней «Gospe od žalosti» («Богоматерь скорбей») она в жёсткой конкуренции получила награду за лучшую интерпретацию. Параллельно с выступлениями на фестивалях в 2011 году она в сотрудничестве с Марко Томасовичем выпустила свой второй сольный альбом «Daj da noćas poludimo» («Давай сойдем с ума сегодня вечером»).
В 2012 году она выпустила дуэт с Младеном Грдовичем под названием «Dalmatinac i Dalmatinka» («Далматинец и далматинка»), который вышел на его альбоме «Za tebe živim ja» («Я живу ради тебя»). Слова написаны Желько Павичичем, а музыка — Марко Томасовичем. В том же году Лидия выпустилапесню «Crnokosi» («Черные волосы») тех же авторов, с которой выступила на Сплитском фестивале. В конце года она выпустила песню «Naivna sam, ali nisam luda» («Я наивный, но не сумасшедший») в аранжировке Бранимира Михалевича, текст и музыку к которой написал Душан Бачич.
В 2013 году Лидия выпустила ставшую хитом песню «Vozačka dozvola» («Водительские права») в аранжировке Игоря Ивановича и Марии Лукеты, которую она представила на фестивале в Сплите в том же году. За короткое время песня набрала в YouTube 12 млн просмотров. Слова и музыка песни написаны Робертом Пилепичем. Вскоре после этого она выпустила свою самую известную песню «Viski» («Виски»). В том же году Лидия отправляется в зимний тур. В Словении в 2014 году, она начала сотрудничать с известной штирийской группой «M&M — Matevž and Miha» («Матевж и Миха»), с которой спела песню «Još te ćekam» («Я все еще жду тебя»). В том же году она выпустила песни «Nasmij se sestro» («Смейся, сестра»), «Krivi čovjek» («Не тот человек» и «Adio» («До свидания»). В 2015 году она выпустила видеоклипы на песни «Odlično se snalazim» («У меня все отлично») и «100% možda» («100% возможно»), которые она представила на фестивале CMC в том же году. После этого появились еще два хита «Sat otkucava» («Часы тикают») и «Prokleto dobro ljubiš» («Ты целуешь чертовски хорошо»). Затем Лидия выпустила свой третий сольный альбом «Виски». Этот альбом вывел ее на пик карьеры, а ее песни долгие годы оставались хитами.

### 2016—2018: «Тело как песня» и другие проекты
В 2016 году Лидия выпустила песни «Nezamjenjiva» («Незаменимый») и «Kompas» («Компас»), которые за короткое время стали хитами. В декабре того же года Лидия опубликовала свою первую рождественскую песню «Prvi Božić bez tebe» («Первое Рождество без тебя»). Также двое ее поклонников открывают сайт «Лидия Бачич», чем не может похвастаться ни одна другая певица на сцене. В 2017 году Лидия выпустила песню «Solo» («Соло»), которую спела в дуэте с певцом Лукой Баси. Песня поднялась на вершины региональных чартов и в короткие сроки вышла на сцену. В том же году она выпустила песни «Šok» («Шок»), «Ko da živim unazad» («Как жить задом наперёд»), «Jedna je noć» («Одна ночь»), а также песню, которая была объявлена хитом лета, «Glupačo moja» («Мой дурачок»). В том же году она выпустила свой четвертый сольный альбом «Tijelo kao pjesma» («Тело как песня») со всеми песнями, которые она записала в течение трех лет.
В начале 2018 года она выпустила песню «3 minute» («3 минуты»), премьера которой состоялась на фестивале CMC. Она также выпускает песню «Neka ljubav nova» («Пусть любовь будет новой»), а также дуэт с группой Vigor под названием «Vino Rumeno» («Желтое вино»). Песня за короткое время стала хитом и одной из самых транслируемых и издаваемых в 2018 году.

### 2018–2022: «Революция» и «Flashback»
17 января 2019 года Бачич была объявлена одной из 16 участниц Dora 2019, национального конкурса Хорватии по отбору участников на «Евровидение», где она с песней «Tek je počelo» («Это только началось») получила 1509 голосов жюри и зрителей и заняла 13-e место (по другим данным — заняла 11-е место). После этого Лидия объявила, что готовит собственное шоу под названием «Planet Lille Show» («Планета Лилль»), и победительница запишет с ней дуэт. Она также сообщила, что работает над своим пятым студийным альбомом «Revolucija» («Революция»).
В конце 2019 года Бачич объявила, что в следующем году представит собственную коллекцию товаров. Весной 2020 года появились первые товары под названием Planet Lille Shop, включая чашки, одежду и календари. Календари, которые она выпускает с 2018 года, пользуются большой популярностью. 
Во время карантина из-за коронавируса Бачич выпустила карантинный видеоклип «Bježimo iz Grada» («Бежим из города») для своего будущего студийного альбома. Еще три трека из альбома — «Satra» («[эта любовь] Утомляет [меня]»), «Radi radi radi» («Делай, делай, делай [со мной, что хочешь]») и «Trezori» («Сокровищница») — были выпущены в середине 2020 г. Альбом «Revolucija» вышел 21 октября и несколько недель оставался на вершине хорватских альбомных чартов.
Для своего следующего альбома «Flashback» («Воспоминание») Бачич сотрудничала с Фаруком Булюбашичем Файо (Faruk Buljubašić Fayo) и Синишей Релич (Siniša Reljić). Первый выпущенный трек «Stop» («Стой») совместно с Жанамари (Žanamari) был представлен на фестивале CMC 18 июня 2021 года. Эта песня вскоре стала хитом во всем регионе и за его пределами. С момента выпуска «Stop» у Бачич почти каждый день появлялись новые подписчики на Spotify и Deezer. Незадолго до Рождества 2021 года вышел сингл «Sretan Вožić», который позже стал частью совместного альбома. Два новых сингла были выпущены в феврале 2022 года, а в конце марта песня — «To je to» («Вот и всё») с рекордным количеством просмотров на различных потоковых сервисах. Альбом «Flashback» вышел 21 апреля 2022 года. Одноименный трек для альбома был создан в дуэте с Иваной Банфич (Ivana Banfić). Музыкальный клип появился на YouTube только в 2023 году. Во время фестиваля CMC в Водице в конце 2022 года Бачич представила песню «Sjaj» («Сияй») вместе с боснийским певцом Фатмиром Сулеймани (Fatmir Sulejmani). Кроме того, она исполнила летний хит «Mucho Loco» («Очень сумасшедший»).

### 2022-2024: «Совершенный хаос»
В июле 2022 года Бачич в 9-й раз выступила на фестивале в Сплите. Здесь она исполнила свою интерпретацию далматинской баллады Lip ka Dalmacija и несколько песен Терезы Кесовии (Tereza Kesovija). В сентябре во время фестиваля Zlatne Žice Slavonije (Золотые струны Славонии) в Пожега она исполнила славянскую песню «Najdraže moje» («Мой любимый»). В течение короткого времени на Музыкальном видео композиция набрала около 4 миллионов просмотров, вошла в десятки популярных хорватских чартов и была признана хитом года многими хорватскими радиостанциями
После выхода сингла «Najdarže moje» и дуэта «Do Zadnji Dah» («До последнего вздоха») с Гораном Караном (Goran Karan) и Клапой Себенико (Klapa Sebenico) в августе 2022 года Лидия сделала небольшую паузу в выступлениях, чтобы сосредоточиться над новым альбомом. Этот альбом под названием «Savršeni Kaos» («Совершенный хаос») планируется выпустить в 2024 году, точная дата пока неизвестна. На фестивале CMC в июле 2023 года Бачич впервые представила публике песни «Adrenalina» («Адреналин») и дуэтный сингл «Ratata» («Ударила [я бы ударила тебя]») со словенской певицей Бурьяной (Buryana). В августе появились музыкальные клипы песен с фестивалей CMC, а также другие публикации на платформе YouTube. Записи «Ratata» во время фестиваля были восприняты как сексистские и подверглись резкой критике. Съемки клипа «Адреналин» проходили в родном городе Бачич, Сплите.
Во время нескольких более поздних интервью, Бачич объявила, что ее новый альбом выйдет в апреле 2024 года. Она также рассказала о планируемом сотрудничестве с певцами Синишей Вуко (Siniša Vuco) и Драженом Зечичем (Dražen Zečić). На рубеже 2023/2024 года Бачич выступила на новогоднем концерте в Биоград-на-Мору.

## Дискография

### Студийные альбомы
- 2010: Majčina ljubav («Материнская любовь»)
- 2012: Daj da noćas poludimo («Сойдем с ума сегодня вечером»)
- 2014: Viski («Виски»)
- 2017: Tijelo kao pjesma («Тело как песня»)
- 2020: Revolucija («Революция»)
- 2022: Flashback («Воспоминание»)
- 2024: Savršeni Kaos («Совершенный хаос»)

### Синглы
- 2017: Šok («Шок»)
- 2017: Jedna je noć («Это одна ночь»)
- 2018: Vino rumeno (feat. Vigor, «Жёлтое вино»)
- 2018: 3 Minute («3 минуты»)
- 2018: Neka ljubav nova («Пусть любовь будет новой»)
- 2019: Tek je počelo («Все только начинается»)
- 2019: Muške suze («Мужские слезы»)
- 2019: Lubenica (feat. Miki Solus, «Арбуз»)
- 2019: Kad mi dođeš (feat. Alen Vitasović, «Когда ты придешь ко мне»)
- 2019: Ne daj me («Не предавай меня»)
- 2020: Bježimo iz grada («Бежим из города»)
- 2020: Satra («Утомила [эта любовь утомила меня]»)
- 2020: Radi radi radi («Делай, делай, делай [со мной, что хочешь]»)
- 2020: Trezori («Сокровищница»)
- 2021: Zalazimo k'o sunce («Мы садимся, как солнце»)
- 2021: Stop (feat. Žanamari Lalić, «Стой!»)
- 2021: Sretan Božić («С Рождеством»)
- 2022: Zauvijek («Навсегда»)
- 2022: Ponekad poludim («Иногда я схожу с ума»)
- 2022: To je to («Вот и всё»)
- 2022: Ako me ikad ostaviš («Если ты когда-нибудь оставишь меня»)
- 2022: Vatra ljubavi («Огонь любви»)
- 2022: Mucho Loco («Очень сумасшедший»)
- 2022: Najdraže moje («Мой любимый»)
- 2022: Do zadnjeg daha (Goran Karan feat. Klapa Sebenico & Lidija Bačić, «До последнего вздоха»)
- 2022: Ja u našu ljubav vjerujem («Я верю в нашу любовь»)
- 2023: Ti i ja smo tim («Ты и я — команда»)
- 2023: Ratata (feat. Buryana, «Ударила [я бы ударила тебя]»)
- 2023: Adrenalina («Адреналин»)
- 2023: Flashback (feat. Ivana Banfić, «Воспоминание»)

## Фильмография
- Aleksi («Алекси», фильм) в роли Лилль (2017)
- Ko te šiša («Кто обрезал тебе волосы», ТВ), в роли Лилль (2018)
- Na granici («На границе», ТВ), в роли Лилль (2018)
- Blago Nama («Нам хорошо», ТВ), в роли Лидии (2022)

## Личная жизнь
О личной жизни певицы известно очень мало. В СМИ появлялась информация о её связи с моделью Робертом Батарилом, а в 2016 году ее сфотографировали в объятиях менеджера Рениса Гржинича. Лидия не подтверждала и не опровергала эти слухи.
В марте 2022 года Лидия объявила, что помолвлена, но имени своего избранника не сообщила.
Певица известна красивой фигурой благодаря хорошим генам. Она не занимается спортом и не следит за своим питанием, ее любимое блюдо — рисовый суп.

## Примечание
1. 1 2  Tuđan, Stela (31 января 2017). Sjećate li se? Ovako je Lidija izgledala na početku karijere. 24sata (хорв.). Архивировано 24 ноября 2021. Дата обращения: 18 января 2019.
2. 1 2  Scardona: Lidija Bačić. Scardona (хорв.). Архивировано 22 мая 2022. Дата обращения: 18 января 2019.
3. ↑  Lidija Bačić pokazala brata: Poslušajte kako pjeva. Dnevnik (хорв.). 10 августа 2018. Архивировано 22 мая 2022. Дата обращения: 18 января 2019.
4. ↑  Srce Lidije Bačić pripada Isusu. Story (хорв.). 7 ноября 2018. Архивировано 17 апреля 2019. Дата обращения: 18 января 2019.
5. 1 2 3 4 5 6 7 8 9 10 11 12 13 14 15 16 17 18  Lidija Bačić Архивная копия от 18 апреля 2021 на Wayback Machine — на сайте biografija.com, 13.11.2017.
6. ↑  Lidija Bačić pokazala kako je izgledala s 15 godina. net.hr (хорв.). 26 января 2018. Архивировано 17 апреля 2019. Дата обращения: 18 января 2019.
7. ↑  Lille objavila staru snimku. net.hr (хорв.). 26 января 2018. Архивировано 24 ноября 2021. Дата обращения: 18 января 2019.
8. ↑  Povijest Dore: 2001 – Zagreb. eurosong.hr (хорв.). Архивировано 22 мая 2022. Дата обращения: 18 января 2019.
9. ↑  Debakl Lidije Bačić, pobjednik Dore 2019. je - Roko! (хорв.). Gloria (16 февраля 2019).
 Архивная копия от 5 февраля 2023 на Wayback Machine
10. ↑  Croatia: Dora 2019 Participants Revealed. eurovoix (17 января 2019). Дата обращения: 18 января 2019. Архивировано 19 января 2019 года.
11. ↑  Planet Lille Webshop - Dobrodošli na web trgovinu Planet Lille (хорв.). Planet Lille.
 Архивная копия от 5 февраля 2023 на Wayback Machine
12. ↑  HDU - TopLista prodaje albuma (хорв.). TopLista (21 января 2021).
 Архивная копия от 30 декабря 2022 на Wayback Machine
13. ↑  Lidija Bacic Lille X Ivana Banfic I Bee - FLASHBACK (Official Music Video) (хорв.). YouTube.
 Архивная копия от 31 декабря 2023 на Wayback Machine
14. ↑  Lidija Bačić Lille - Mucho loco – CMC FESTIVAL VODICE 2022 (хорв.). YouTube.
 Архивная копия от 10 февраля 2024 на Wayback Machine
15. ↑  (VIDEO) SPOJILA DALMACIJU I RAVNICU! Atraktivna Lidija Bačić predstavila novi spot za pjesmu ‘Najdraže moje’ (хорв.). Zagreb.info (23 августа 2022).
 Архивная копия от 31 декабря 2023 на Wayback Machine
16. ↑  PREMIJERA – Lidija Bačić Lille predstavila spot za pjesmu s požeškog festivala (хорв.). RVA (23 августа 2022).
 Архивная копия от 31 декабря 2023 на Wayback Machine
17. ↑  Do zadnjeg daha – Goran Karan, Lidija Bačić Lille i klapa Sebenico (хорв.). Svijet Kulture (26 августа 2022).
 Архивная копия от 31 декабря 2023 на Wayback Machine
18. ↑  Lidija Bačić nadmašila samu sebe u oskudnom modnom odabiru, a iznenadila i jednim dodatkom (хорв.). Večernji (11 июня 2023).
 Архивная копия от 31 декабря 2023 на Wayback Machine
19. ↑  Lidija Bacic Lille - ADRENALINA (Official Music Video) (хорв.). YouTube.
 Архивная копия от 31 декабря 2023 на Wayback Machine
20. ↑  Vir predstavio bogatu adventsku ponudu: Za Božić nastupa Dražen Zečić, a za doček Lidija Bačić (хорв.). eZadar (20 ноября 2019).
 Архивная копия от 31 декабря 2023 на Wayback Machine
21. ↑  Lidija Bačić objavila da se zaručila, pokazala je i prsten, a svi se pitaju istu stvar! Архивная копия от 1 апреля 2022 на Wayback Machine. Piše M.S., 30. ožujka. 2022 — на сайте dnevnik.hr.